# Ummidia absoluta
Ummidia absoluta là một loài nhện trong họ Ctenizidae. Chúng được miêu tả năm 1940 bởi Willis J. Gertsch & Mulaik.